# کشتی احمق‌ها (فیلم)
کشتی احمق‌ها (انگلیسی: Ship of Fools) فیلمی در ژانر درام و رمانتیک به کارگردانی استنلی کریمر است که در سال ۱۹۶۵ منتشر شد.

## بازیگران
- ویوین لی
- سیمون سینیوره
- لی ماروین
- خوزه فرر
- اسکار ورنر
- جورج سگال
- لیلیا اسکالا
- هنری کالوین
- مایکل دان
- الیزابت اشلی
- ورنر کلمپرر
- گیلا گولان

## جوایز
- برنده جایزه اسکار بهترین فیلمبرداری فیلم سیاه و سفید ارنست لاسلو
- برنده اسکار بهترین کارگردانی هنری